# Hypopyra feniseca
Hypopyra feniseca är en fjärilsart som beskrevs av Achille Guenée 1854. Hypopyra feniseca ingår i släktet Hypopyra och familjen nattflyn. Inga underarter finns listade i Catalogue of Life.